# Achmat-Jurt
Achmat-Jurt (in russo Ахмат-Юрт?, in ceceno Ахьмад-Йурт, Aẋmad-Yurt), fino al 2019 conosciuta come Centaroj o Centoroj (in russo Центарой? o Центорой), è una località rurale (selo) della Russia, situata nel Kurčaloevskij rajon nella Repubblica russa autonoma Cecena. L'insediamento è famoso per essere il villaggio natale del primo presidente della Cecenia, Akhmat Kadyrov, e della sua famiglia. 
In ceceno il villaggio era conosciuto con il nome di Xosi-Yurt (Хоси-Йурт).

## Geografia fisica
Akhmat-Jurt si trova su entrambe le rive del fiume Mičik. Si trova a 12 chilometri a nord-est di Kurčaloj e a 52 chilometri a sud-est della città di Groznyj.
Gli insediamenti più vicini ad Akhmat-Jurt sono Ojskhara e Verkhnij Nojber a nord, Alleroj a est, Gansolču a sud, Džigurty a sud-ovest, Bači-Jurt a ovest e Ilaskhan-Jurt a nord-ovest.

## Storia
L'insediamento di Centaroj venne fondato con il nome di Khosi-Jurt da Khosa Umakhanov, membro del clan (teip) Tontaroj e comandante sotto Imam Šamil. Lo stesso clan fondò il villaggio di Ojskhara nel XIX secolo.
Il 20 maggio 2019, l'allora presidente del parlamento ceceno, Magomed Daudov, ha avanzato l'idea di rinominare il paese in onore di Akhmat Kadyrov. Nove giorni dopo, è stato riferito che i residenti avessero deciso unanimemente di appoggiare la mozione. Il 26 agosto 2019 tale decisione è stata approvata dal governo della Federazione Russa.

## Infrastrutture
Nel gennaio 2011 è stata inaugurata la Moschea "Abdulkhamid Kadyrov", intitolata al nonno paterno di Ramzan Kadyrov.